# Salgareda
Salgareda ([salɡaˈɾeda] in veneto) è un comune italiano di 6 530 abitanti della provincia di Treviso in Veneto.

## Geografia fisica
Salgareda è situata al confine con la provincia di Venezia, ad un'altezza di 8 m s.l.m. Confina, in terra trevigiana, con i comuni di Ponte di Piave, Cessalto, Chiarano, San Biagio di Callalta e Zenson di Piave e, in terra veneziana, con i comuni di Noventa di Piave e San Donà di Piave.

## Storia
Gonfo di Salgareda è tra le località coinvolte nelle vicende che, tra l'XI secolo e il XIII secolo, videro come protagonista la potente famiglia degli Ezzelini. Il toponimo è citato nel computo delle molte proprietà della casata, stilato dopo la sua sconfitta avvenuta nel 1260.
Il 20 luglio 1329 il territorio trevigiano, Salgareda compresa, passò sotto il dominio della famiglia degli Scaligeri. In seguito alla pace stipulata tra questa e Venezia, nel 1339 Salgareda e le sue frazioni vennero assegnate alla podestaria di Oderzo.
Il secolo XVIII vede il paese di Salgareda diventare sempre più povero, sotto la costante minaccia delle inondazioni del fiume Piave, dei terremoti, delle carestie. Nel 1797 con la Caduta della Repubblica di Venezia avviene il passaggio sotto il dominio austriaco. Anche Salgareda conosce la dominazione austriaca e il periodo prerivoluzionario (1797-1805) durante il quale viene istituito il "governo aulico trevigiano".
L'attuale territorio del comune di Salgareda deriva dalla fusione in epoca napoleonica (Regno d'Italia) del comune di Salgareda e degli ex comuni di Campo di Pietra e Campobernardo (quest'ultimo già frazione di Oderzo tra il 1806 ed il 1810) per regio decreto del 28/09/1810. Sempre durante il Regno d'Italia (1806-1814) si ritrova ad essere nel Dipartimento del Tagliamento (Distretto di Conegliano, Cantone di Oderzo).
Nel novembre 1917, trovandosi a ridosso del fiume Piave, il paese viene occupato dall'esercito austro-ungarico. Il paese, pur rimanendo per tutta la durata dell'occupazione nell'area di operazioni del VII Corpo d'Armata A.U., dal 9 novembre 1917 è occupato dalla 44ª Schützen Division, in particolare dal 1° Gebirgs Schützen Reggiment di Klagenfurt. Dal 15 dicembre 1917 ci fu un cambio di reparti. La 44ª Schutzen Division cedette il campo alla 48ª Infanterie Division e il segmento di fronte da via Correr a via Montiron venne difeso dal 73°Jinfanterie Regment della 12ª Gebirgsbrigade. Al momento della Battaglia del Solstizio, Salgareda vide schierata nel proprio tratto, di fronte, la 24^ Division, comandata dal generale Urbarz, con le due brigate sottoposte, la 47^ e 48^ Srtumb. XXIV.
Sul fronte opposto, tra Sant'Andrea di Barbarana e Zenson di Piave, all'inizio di agosto 1918 è operativa la Brigata "Ionio", che si alterna con gli uomini della Brigata "Potenza" fino al lancio dell'ultima offensiva.
Il 24 ottobre 1918, la Brigata "Ionio", dopo alcuni tentativi andati a vuoto, con il 222° riesce a rompere la resistenza austro-ungarica e a oltrepassare il fiume, costituendo una testa di ponte a Salgareda: il 221° riuscirà però a raggiungerlo solamente a fine mese.
È il 30 ottobre 1918 quando la III Armata dell'Esercito Italiano, comandata dal Duca D'Aosta, con l'appoggio di una divisione fatta passare attraverso i ponti della X Armata e spinta verso sud, lungo il Piave, passa il fiume a Salgareda e libera il paese. Oltre 3 000 prigionieri vengono catturati in quella giornata nella parte meridionale del Piave.
Salgareda fu protagonista di un singolare episodio la notte di Natale del 1917, quando i soldati austro-ungarici che occupavano le trincee lungo il Piave iniziarono a suonare e cantare rivolgendosi ai soldati Italiani sulla sponda opposta a Sant'Andrea di Barbarana e pregandoli di accettare una tregua almeno per quella notte. Il loro canto «O buoni italiani, lasciateci divertire tranquillamente in questa sera della vigilia di Natale! Non tirate! Non tirate alla nostra volta! Vedete? Anche le nostre batterie non tirano mica e da parecchie ore sono diventate mute! Divertitevi anche voi e buona notte!» fu accolto con entusiasmo dai soldati italiani che accettarono l'invito e per una notte le armi ed i cannoni tacquero. L'episodio è riportato nei diari di guerra del soldato Antonio Rotunno. Un analogo episodio era accaduto tre anni prima sul fronte francese ed è raccontato nel film Joyeux Noël - Una verità dimenticata dalla storia del regista Christian Carion. Quest'episodio, realmente accaduto, come riportato in un rapporto del 21° Schützen Regiment, presente sul fronte in quella data, fu un espediente per ritirare con tranquillità, senza la pressione dei reparti avversari, le truppe austroungariche che dal 12 novembre erano attestate nell'Ansa di Zenson e che da quel giorno era stato loro ordinato di ritirarsi per l'assenza di prospettive di consolidamento e di ampliamento del settore sino ad allora tenuto a prezzo di notevoli perdite umane.
Nulla o poco è rimasto del vecchio centro abitato. La bellissima chiesa del XVI secolo, costruita a ridosso dell'argine del fiume e che conteneva tra l'altro una pala di Palma il Giovane ed una attribuita al Tiepolo, è rasa al suolo. Anche l'ottocentesca Villa Rebecca sarà distrutta e rimarrà miracolosamente in piedi soltanto l'oratorio.
Nel primo dopoguerra il paese sarà ricostruito a 1 km dal fiume. Durante la Seconda Guerra Mondiale, in villa Rebecca a Salgareda si installerà il comando tedesco "Unter Abschnittes 3°", mentre nella villa Carretta a Campodipietra il Comando "Abschnitt 2°"; nella notte tra il 26 e 27 aprile del 1945 i componenti di questi due Comandi verranno arrestati dai partigiani. Un'aliquota di soldati del Comando di Campodipietra che sfuggirono alla cattura uccisero in via Conche il partigiano Nino Brusatin di Piavon di Oderzo, che militava assieme ai partigiani di Salgareda e che improvvidamente li aveva bloccati per arrestarli.
Negli anni Sessanta il paese sarà terra di emigrazione e solo con l'inizio degli anni Settanta inizierà lo sviluppo dei primi insediamenti industriali. Oggi Salgareda, paese a vocazione vitivinicola con produzione di rinomati vini, è anche centro molto noto per la produzione di antine per mobili e prodotti per l'edilizia.

### Simboli
Lo stemma e il gonfalone sono stati concessi con DPR del 4 settembre 1969.
Il grappolo uva ricorda la coltivazione prevalente e il salice piangente fa riferimento alla probabile origine del nome del paese.
Il gonfalone è un drappo di verde

## Monumenti e luoghi d'interesse

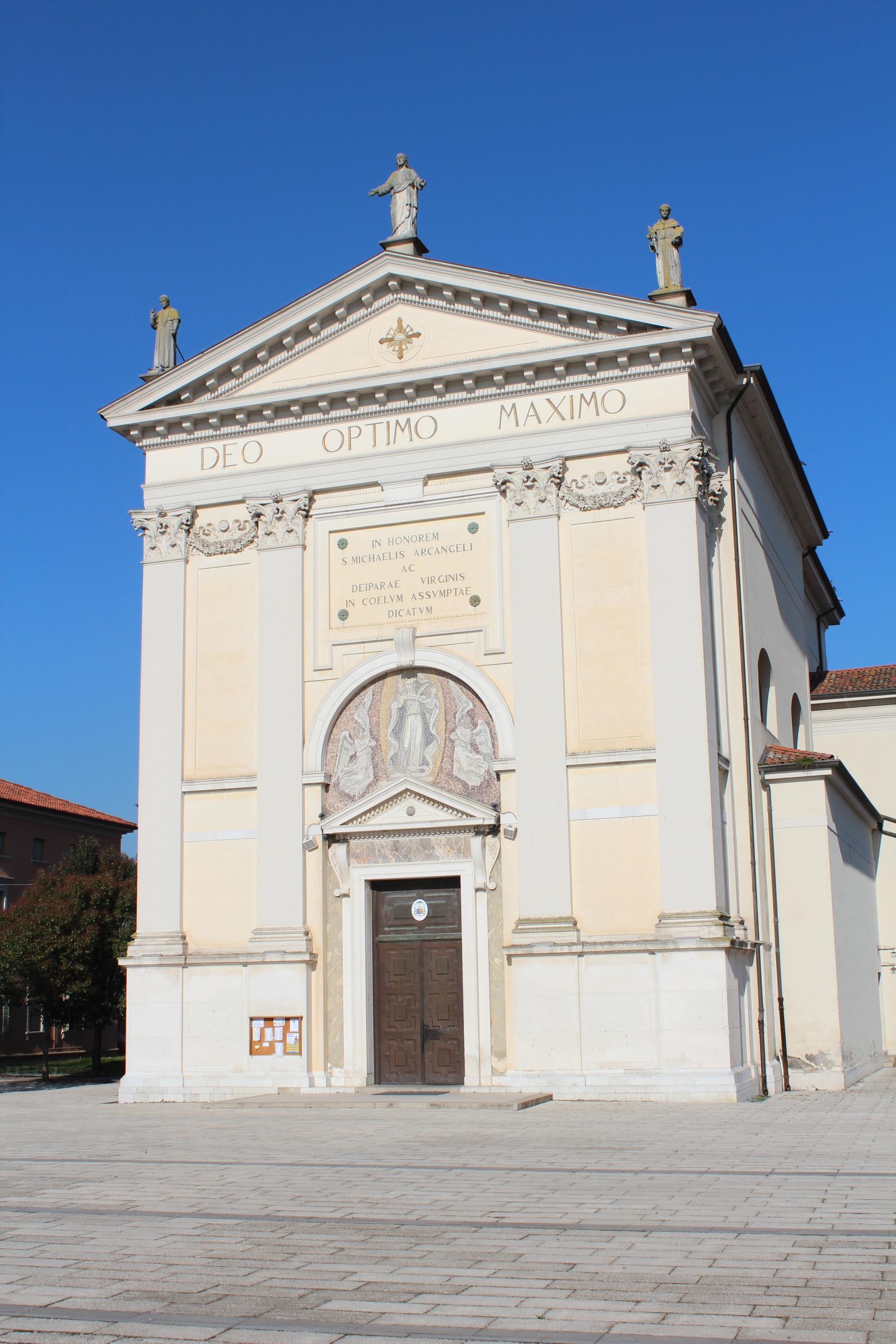
Chiesa parrocchiale di San Michele Arcangelo

- Chiesa parrocchiale di Salgareda: dedicata a San Michele Arcangelo, fu realizzata su progetto degli architetti Alberto Alpago Novello e Ottavio Cabiati e dell'ing. Giovan Battista Schiratti, del 1920; i lavori iniziarono con la posa della prima pietra il 29 settembre 1922; la chiesa venne aperta al culto il 31 gennaio 1926 e fu consacrata il 29 settembre 1937. Lo stile architettonico è classicheggiante.

- Chiesa di Campobernardo: edificata dopo che il primo conflitto mondiale aveva determinato la distruzione della chiesa precedente. Lo stile architettonico è romanico.
- Chiesa di Campodipietra: ricostruita nel 1923, sfoggia tuttora la facciata settecentesca rimasta intatta durante la prima guerra mondiale.
- Oratorio di Candolè: costruito dalla nobile famiglia veneziana dei Correr nel 1536, fu dedicato alla Vergine Assunta. Essendo l'Assunta anche patrona della chiesa arcipretale, nel 1837 il vescovo di Treviso, Sebastiano Soldati, tolse la titolarità primigenia dedicando l'oratorio alla Natività di Maria; fu così rimossa dall'altare maggiore la pala che rappresentava l'Assunta e sostituita con l'attuale che raffigura, appunto, la Natività della Vergine. L'unico segno distintivo dell'originaria titolarità è rimasto scolpito sull'architrave in pietra esterno della porta d'ingresso e ancora leggibile: Templa Dei supplex, Assumptae et Virginis aras ingredere, ast opus hic sis memor esse fide ["Entra implorante nel tempio di Dio, nella casa dell'Assunta e Vergine, ma ricordati che qui necessita la fede"]. L'oratorio è stato restaurato nell'ultimo decennio del secolo scorso. Durante i lavori di restauro sono emersi i fregi dei Correr, delle decorazioni seicentesche e le croci di consacrazione. La pala dell'altare, intitolata alla "Natività di Maria", è opera del bellunese Giuseppe Zais.
- Oratorio di Sant'Antonio in via Chiodo: l'edificio risale ai primi decenni del Settecento; fatto erigere dalla famiglia patrizia veneziana Grassi, ospitava un altare barocco e tre simulacri di marmo di Carrara: Sant'Antonio di Padova, San Pietro d'Alcantara e San Francesco di Paola. Su una parete laterale era collocata la statua di San Valentino, di fattura ottocentesca, in pietra tenera di Vicenza e mutilata delle mani e del capo da un bombardamento durante la Prima Guerra Mondiale. Nella parete opposta era ospitata la statua lignea di Santa Maria Maddalena trafugata durante l'occupazione austriaca del 1917/1918. Oggi, di proprietà comunale, versa in completo stato di abbandono e le statue sono collocate provvisoriamente nella parrocchiale (Sant'Antonio) e nell'oratorio di Candolé.
- "Bike Tribe Mtb Trail" Percorso ciclo pedonale lungo il fiume Piave: inaugurato nel luglio 2007, il tracciato ripercorre l'antico sentiero utilizzato dai barcaioli che trainavano con i muli i barconi carichi di ghiaia. Il sentiero è stato recuperato grazie all'iniziativa del Comune e della Provincia, che hanno appoggiato l'iniziativa della locale squadra di mountain-bike, Bike Tribe Mtb Team. Si corre seguendo il fiume, tra boschi secolari, prati e vigneti. A sud del tracciato è previsto il collegamento con il sentiero in comune di Noventa di Piave (VE) che conduce fino alla foce del fiume a Cortellazzo, in comune di Jesolo (VE). Il percorso rientra nel progetto Alpe-Adria mtb trail che collegherà Monaco di Baviera a Venezia.
- Croce commemorativa della Grande Guerra in pietra, situata in Via Passo Vecchio, a ridosso del Piave.
- Oasi di Chiesavecchia: parco fluviale con area attrezzata e sentiero per mtb (Bike Tribe Mtb Trail).

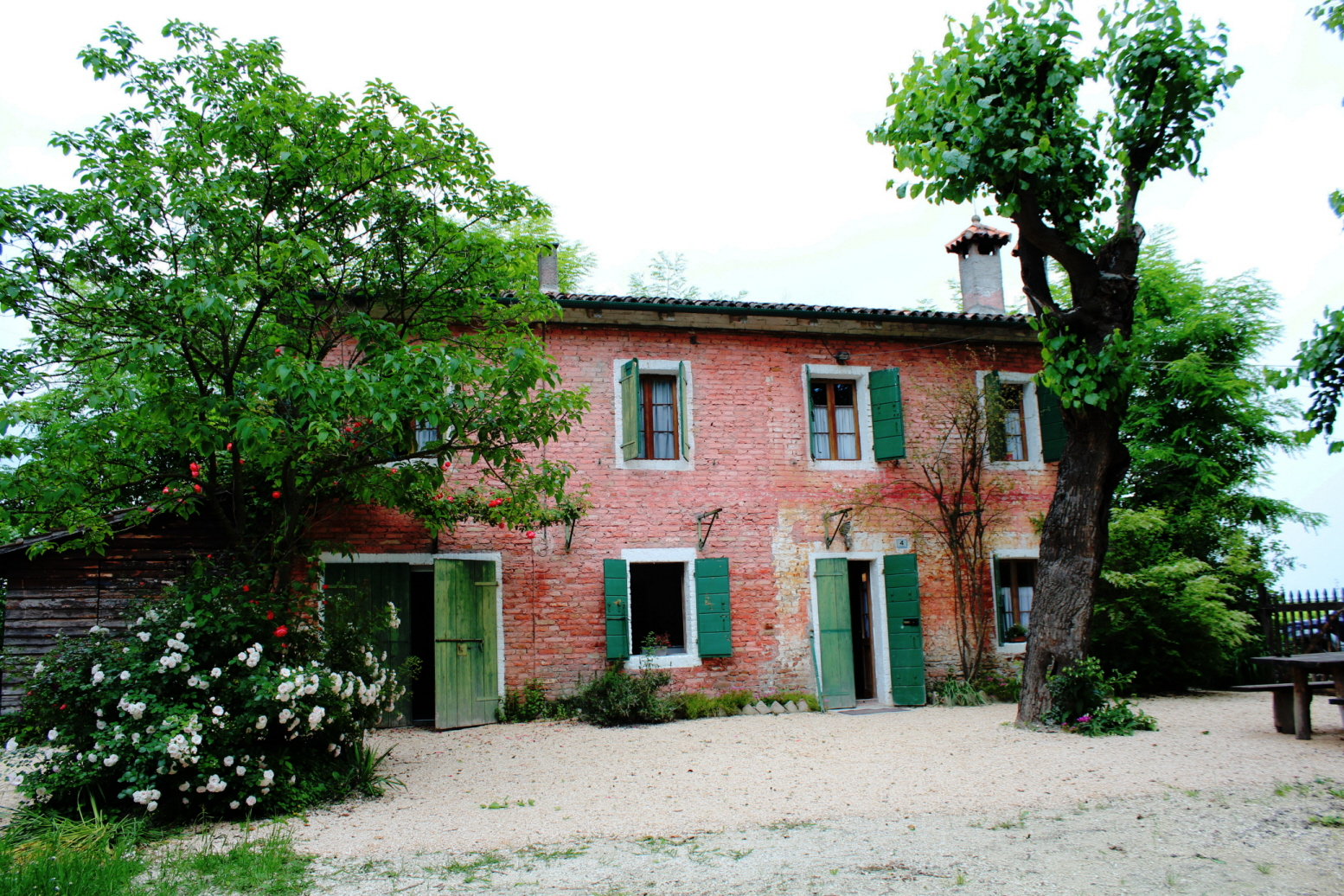
Casa delle Fate

- Casa delle Fate di Goffredo Parise, l'ultima dimora di uno dei più grandi scrittori Italiani del Novecento che, a Salgareda, sul Gonfo del Piave, trascorse gli anni più proficui e scrisse la sua opera più famosa, "I Sillabari". La casa, posta a ridosso del percorso ciclabile per mountain bike, è visitabile su richiesta ed è sede di importanti eventi culturali.
- Villa Rebecca e Oratorio della Beata Vergine della Salute. La villa, costruita dalla famiglia Rebecca nel 1907 con l'oratorio tuttora esistente, fu demolita dalle artiglierie italiane durante il primo conflitto mondiale. Quella attuale, costruita più all'interno rispetto alla strada, fu realizzata in due momenti: all'inizio degli anni Venti la parte est, mentre la parte ovest alla fine degli anni Trenta. L'oratorio invece, d'aspetto Art-Decò, fu costruito nel 1907 e rappresenta uno dei rarissimi esemplari di edifici sacri con questo stile, essenzialmente impiegato negli edifici civili. Anch'esso lesionato dalla Grande Guerra, fu restaurato e riaperto al culto il 21 novembre del 1938 (festa della Madonna della Salute). Un ultimo radicale restauro fu effettuano nel 2007 ad opera della nuova proprietà, la ditta Bonotto spa, alla quale appartiene anche l'adiacente barchessa. La villa invece, durante gli anni 2008-2009, dopo l'acquisizione da parte dell'Amministrazione Comunale, è stata oggetto di un restauro totale e ben riuscito sotto l'aspetto filologico.

## Società

### Evoluzione demografica

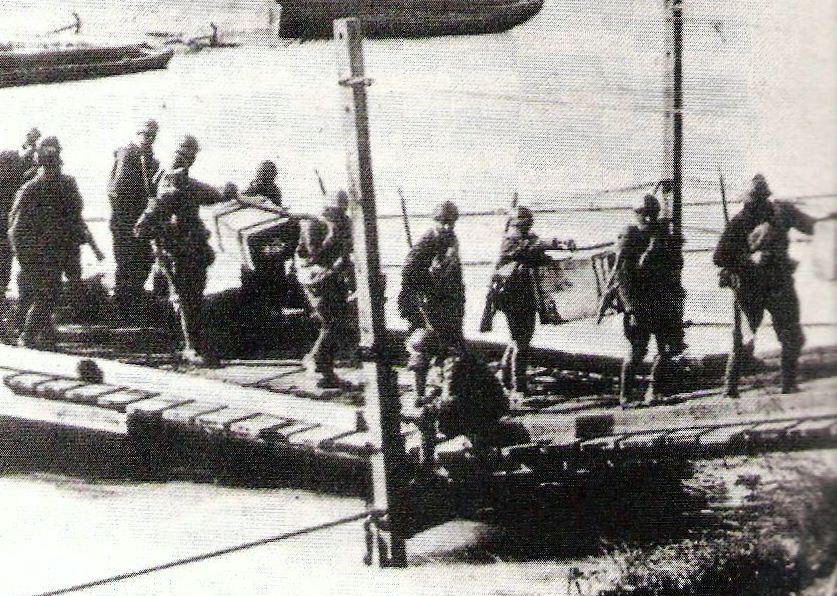
Passaggio del Piave durante la 1ª Guerra Mondiale

Abitanti censiti

### Etnie e minoranze straniere
Al 31 dicembre 2017 gli stranieri residenti nel comune erano 845, ovvero il 12,6% della popolazione. Di seguito sono riportati i gruppi più consistenti:
1. Romania 234
2. Marocco 118
3. Albania 82
4. India 64
5. Kosovo 50
6. Cina 40
7. Senegal 34
8. Macedonia 29
9. Croazia 27
10. Ucraina 24

## Cultura

### Eventi
- "Pan e Vin" (5 gennaio)
- Sagra del Solstizio (giugno)
- Festa di primavera (una domenica di aprile, a discrezione degli organizzatori), pianificata dalle associazioni che hanno sede al centro sociale
- Festa dello sport (prima domenica di giugno), organizzata dalle associazioni sportive del comune
- Cross Country del Piave (seconda domenica di giugno), gara di mountain-bike che si svolge all'interno dell'area golenale del fiume Piave
- Sagra di San Giacomo a Campo di Pietra (luglio)
- Imba Kids Day (primo sabato di ottobre), giornata mondiale della mountain bike dedicata ai bambini
- Festa del Ringraziamento (novembre)
- Raduno di Maggiolini e Derivati Raffreddati ad Aria (novembre), in contemporanea con la festa del Ringraziamento
- Vigonovo in festa (ultimo week end di agosto), organizzata dal comitato del borgo

## Geografia antropica

### Organizzazione ecclesiastica
Mentre la frazione capoluogo e quella di Campobernardo sono parrocchie della diocesi di Treviso, le frazioni di Campodipietra di Salgareda e di Arzeri dipendono dalla diocesi di Vittorio Veneto.
Di Salgareda il Card.Severino Poletto (Diocesi di Torino), il Commendatore Camillo Cibin Comandante della Gendarmeria Vaticana e Padre Antonio Battello Tenente Cappellano Militare Alpino della Div.Cuneense deceduto in Russia nel gulag di Krinovaje il 13 febbraio 1943 a soli 25 anni.

## Amministrazione

### Gemellaggi
- Saint-Alban, dal 1989
- Brzeziny, dal 2010

### Altre informazioni amministrative

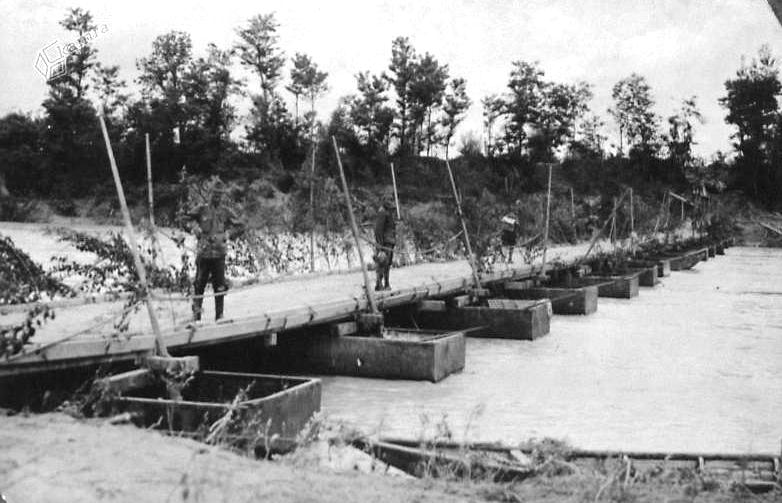

La circoscrizione territoriale ha subito le seguenti modifiche: nel 1907 il distacco di territori aggregati al comune di San Biagio di Callalta (Censimento 1901: pop. res. 51).